# Rhynchoribates genavensium
Rhynchoribates genavensium är en kvalsterart som beskrevs av Sandór Mahunka 1977. Rhynchoribates genavensium ingår i släktet Rhynchoribates och familjen Rhynchoribatidae. Inga underarter finns listade i Catalogue of Life.